# Shigechiyo Izumi
Shigechiyo Izumi (泉 重千代, Tokunoshima, 29 juni 1865? – aldaar, 21 februari 1986) was een Japanse honderdplusser. 
Vanaf de dood van Niwa Kawamoto in 1976 tot aan zijn eigen overlijden werd hij in het Guinness Book of Records vermeld als de oudste mens ter wereld op dat moment. Tevens werd hij een tijdje ook verondersteld de oudste mens ooit te zijn geweest totdat Jeanne Calment hem inhaalde. Daarna zou hij in het Guinness Book of Records vermeld zijn gebleven als de oudste man ooit tot de editie in 2011. Zijn veronderstelde geboortedatum wordt echter door menigeen in twijfel getrokken.
Mocht zijn veronderstelde geboortedatum kloppen, dan is hij voor zover bekend met enige afstand de langst levende man ooit. De naam Shigechiyo Izumi komt voor in de eerste Japanse census uit 1871. Het is echter goed mogelijk dat de naam van Shigechiyo Izumi's oudere maar jonggestorven broer in zijn geboorteakte is hergebruikt. Hijzelf is dan misschien pas in 1880 geboren.
Izumi was slechts 1 meter 42 lang en woog 42,6 kilo. Hij had een typische levensstijl: zo dronk hij shōchū met donkerbruine suiker en begon op zijn 70e nog eens met roken. Indien zijn geboortedatum correct is, heeft hij 98 jaar lang een werkend leven geleid, wat naar alle waarschijnlijkheid ook een absoluut record is.
Shigechiyo Izumi overleed kort nadat hij vanwege een longontsteking in het ziekenhuis was opgenomen. Na zijn dood was de oudste persoon ter wereld gedurende meer dan 15 jaar steeds een vrouw, totdat Yukichi Chuganji op 29 december 2002 de titel van oudste mens kreeg. De oudste man wiens leeftijd wél met zekerheid vaststaat, is zijn landgenoot Jiroemon Kimura, die 116 werd.